# Jω-metoden

En sinusformad vågrörelse kan representeras av en vektor som roterar med konstant hastighet kring origo i det komplexa talplanet

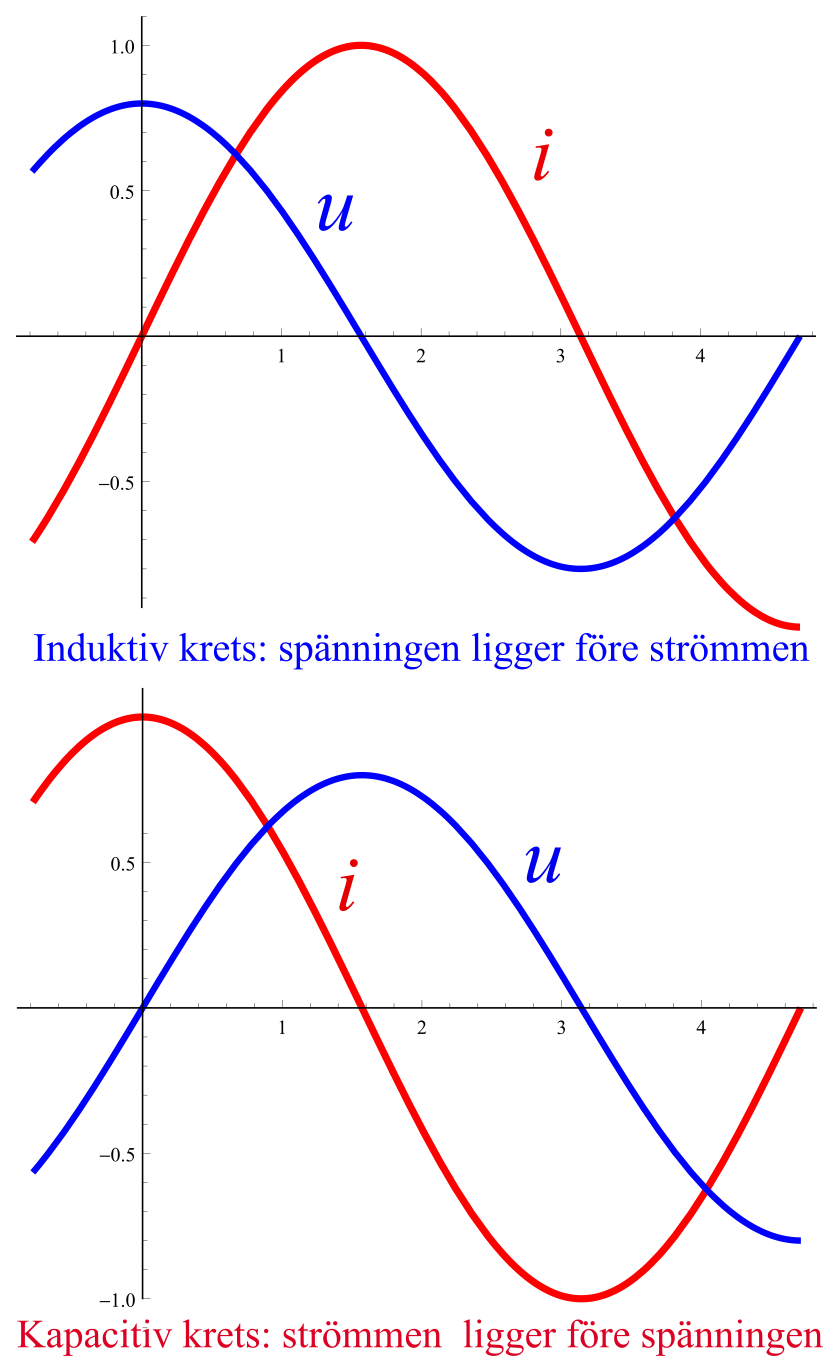
Relativ fasförskjutning mellan växelspänning och växelström

jω-metoden, j-omega-metoden, används för att beräkna strömmar och spänningar i växelströmskretsar.
Genom att representera induktanser och kapacitanser med komplexa tal kan den relativt enkla likströmsteorin tillämpas på kretsar med växelspänningar och växelströmmar av konstant frekvens.
jω-metodens användbarhet bygger på att vissa svängningsförlopp enkelt låter sig representeras av komplexa tal. En vektor som roterar med konstant hastighet kring origo i det komplexa talplanet beskriver en sinusformad svängningsrörelse enligt
{\displaystyle {\overline {x}}(t)={\hat {x}}\cdot (\cos(\omega t+\varphi _{x})+\mathrm {j} \cdot \sin(\omega t+\varphi _{x}))={\hat {x}}\cdot \mathrm {e} ^{\mathrm {j} (\omega t+\varphi _{x})}}
och kan därmed användas för beskrivning av växelstorheter med konstant frekvens. Impedansen för en elektrisk krets kan delas upp i två ortogonala komponenter, en reaktans och en resistans och låter sig därför på ett naturligt sätt representeras av komplexa tal.

## De grundläggande komplexa impedanserna

### Resistor
Impedansen hos en ideal resistor representeras av ett reellt tal och kallas resistiv impedans:
{\displaystyle \ Z_{R}=R}
I detta fall, är spänningen och strömmens vågformer proportionella och i fas.

### Induktor och kondensator
Ideala induktorer och kondensatorer representeras av ett rent imaginärt tal och kallas reaktiva impedanser:
impedansen hos induktorer ökar med ökande frekvens;
{\displaystyle \ Z_{L}=j\omega L}
impedansen hos kondensatorer minskar med ökande frekvens;
{\displaystyle \ Z_{C}={\frac {1}{j\omega C}}}
I båda fallen, för en pålagd sinusformad spänning, är den resulterande strömmen också sinusformad, men är fasförskjuten 90 grader relativt spänningen. Fasförskjutningarna har dock motsatta tecken: för en induktor, är strömmen släpande; för en kondensator ligger strömmen före spänningen.
Notera att för den imaginära enheten och dess reciproka värde gäller:
{\displaystyle {\begin{aligned}j&\equiv \cos {\left({\frac {\pi }{2}}\right)}+j\sin {\left({\frac {\pi }{2}}\right)}\equiv e^{j{\frac {\pi }{2}}}\\{\frac {1}{j}}\equiv -j&\equiv \cos {\left(-{\frac {\pi }{2}}\right)}+j\sin {\left(-{\frac {\pi }{2}}\right)}\equiv e^{j(-{\frac {\pi }{2}})}\end{aligned}}}
Således kan ekvationerna för impedansen hos en induktor och kondensator skrivas i polär form som
{\displaystyle {\begin{aligned}Z_{L}&=\omega Le^{j{\frac {\pi }{2}}}\\Z_{C}&={\frac {1}{\omega C}}e^{j\left(-{\frac {\pi }{2}}\right)}\end{aligned}}}
Magnituden ger ändringen i spänningens amplitud för en given ströms amplitud genom impedansen, medan den exponentiella faktorn ger fasrelationen.

## Översikt av metoden
Vid jω-metoden används bokstaven j för den imaginära enheten. Orsaken är att bokstaven i inom elektrotekniken ofta används för att beteckna strömmar.
jω-metoden grundar sig på tre antaganden:
- Samtliga emk (elektromotoriska krafter) är konstanta, sinusformade och av samma frekvens
- Samtliga resistanser, induktanser och kapacitanser är oberoende av spänningar och strömmar samt av tiden
- Alla spänningar och strömmar är sinusformade och av emk-frekvens

Tre egenskaper hos komplexa tal utnyttjas:
- Induktans ger en fasvridning av +90 grader. För ett komplext tal motsvaras detta av en multiplikation med imaginära enheten. Den komplexa induktiva impedansen kan då skrivas som jωL
- Kapacitans ger en fasvridning av -90 grader. För ett komplext tal motsvaras detta av en division med imaginära enheten. Den komplexa kapacitiva impedansen kan därför skrivas {\displaystyle {\frac {1}{\mathrm {j} \omega C}}}
- Resistans ger en fasvridning av 0 grader vilket motsvarar ett komplext tal med imaginärdelen lika med noll och kan skrivas som R (resistansen är oberoende av frekvensen)

På grund av de komplexa talens egenskaper kan således ett komplext tal beskriva både belopp och fasvinkel för en impedans, ström eller spänning. Det går därmed att beräkna växelstorheter enligt reglerna för likströmsförlopp och samtidigt implicit behandla både belopp och fas.

### Notation
Ofta används en särskild notation för de komplexa impedanserna, strömmarna och spänningarna:
{\displaystyle \mathrm {belopp} {\underline {/\mathrm {fasvinkel} }}}
Med den notationen kan till exempel Ohms lag skrivas
{\displaystyle Z={\frac {u}{i}}={\frac {{\hat {u}}\cdot \mathrm {e} ^{\mathrm {j} (\omega t+\varphi _{1})}}{{\hat {\imath }}\cdot \mathrm {e} ^{\mathrm {j} (\omega t+\varphi _{2})}}}={\frac {{\hat {u}}{\underline {/\varphi _{1}}}}{{\hat {\imath }}{\underline {/\varphi _{2}}}}}}
Vi ser av uttrycket för Z att om {\displaystyle \varphi _{1}=\varphi _{2}}, det vill säga om {\displaystyle \ u} och {\displaystyle \ i} är i fas, att
{\displaystyle Z={\frac {{\hat {u}}{\underline {/\varphi _{1}}}}{{\hat {\imath }}{\underline {/\varphi _{2}}}}}={\frac {\hat {u}}{\hat {\imath }}}{\underline {/\varphi _{1}-\varphi _{2}}}={\frac {\hat {u}}{\hat {\imath }}}{\underline {/0}}=R}

### Förfaringssätt
- Istället för strömmen

{\displaystyle i=I{\sqrt {2}}\sin(\omega t+\alpha )\,}
där I är strömmens effektivvärde, införs den komplexa strömmen
{\displaystyle {\overline {I}}=Ie^{\mathrm {j} \alpha }=I{\underline {/\alpha }}\,}
- Istället för spänningen

{\displaystyle u=U{\sqrt {2}}\sin(\omega t+\beta )}
där U är spänningens effektivvärde, införs den komplexa spänningen
{\displaystyle {\overline {U}}=Ue^{\mathrm {j} \beta }=U{\underline {/\beta }}}
- Alla resistanser R, induktanser L och kapacitanser C ersätts med motsvarande komplexa impedanser

{\displaystyle R,\ \mathrm {j} \omega L,\ {\frac {1}{\mathrm {j} \omega C}}}
- Man räknar formellt med växelstorheterna och med de komplexa impedanserna som om man hade ett likströmsproblem. En sökt växelstorhet erhålls som ett komplext tal vars absoluta belopp är storhetens effektivvärde och vars argument är storhetens fasvinkel.

## Effekten i komplex framställning
Givet att
{\displaystyle u=U{\sqrt {2}}\cdot \mathrm {e} ^{\mathrm {j} (\omega t+\varphi _{u})}}
{\displaystyle i=I{\sqrt {2}}\cdot \mathrm {e} ^{\mathrm {j} (\omega t+\varphi _{i})}}

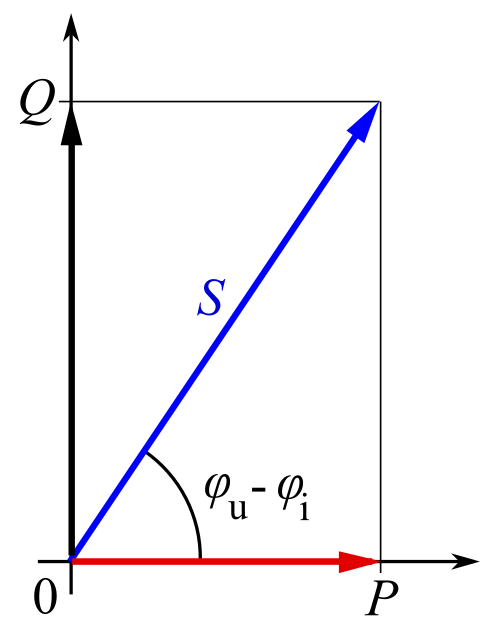
Den komplexa effekten har den aktiva effekten som realdel och den reaktiva effekten som imaginärdel och dess belopp är den skenbara effektens belopp

kan den komplexa effekten skrivas som
{\displaystyle {\overline {S}}=P+\mathrm {j} Q=UI{\underline {/\varphi _{u}-\varphi _{i}}}={\overline {U}}\cdot {\overline {I}}^{*}}
{\displaystyle {\overline {S}}^{*}=P-\mathrm {j} Q=UI{\underline {/-\varphi _{u}+\varphi _{i}}}={\overline {U}}^{*}\cdot {\overline {I}}}
där P är den aktiva effekten och Q är den reaktiva effekten. Då gäller
{\displaystyle P=\operatorname {Re} ({\overline {U}}\cdot {\overline {I}}^{*})=\operatorname {Re} ({\overline {U}}^{*}\cdot {\overline {I}})}
{\displaystyle Q=\operatorname {Im} ({\overline {U}}\cdot {\overline {I}}^{*})=-\operatorname {Im} ({\overline {U}}^{*}\cdot {\overline {I}})}
där
{\displaystyle {\overline {U}}^{*}=Ue^{-\mathrm {j} \beta }}
är det konjugerade värdet till den komplexa spänningen
{\displaystyle {\overline {U}}=Ue^{\mathrm {j} \beta }}
{\displaystyle {\overline {I}}^{*}=Ie^{-\mathrm {j} \alpha }}
är det konjugerade värdet till den komplexa strömmen
{\displaystyle {\overline {I}}=Ie^{\mathrm {j} \alpha }}

## Tillämpningar

### Seriekoppling

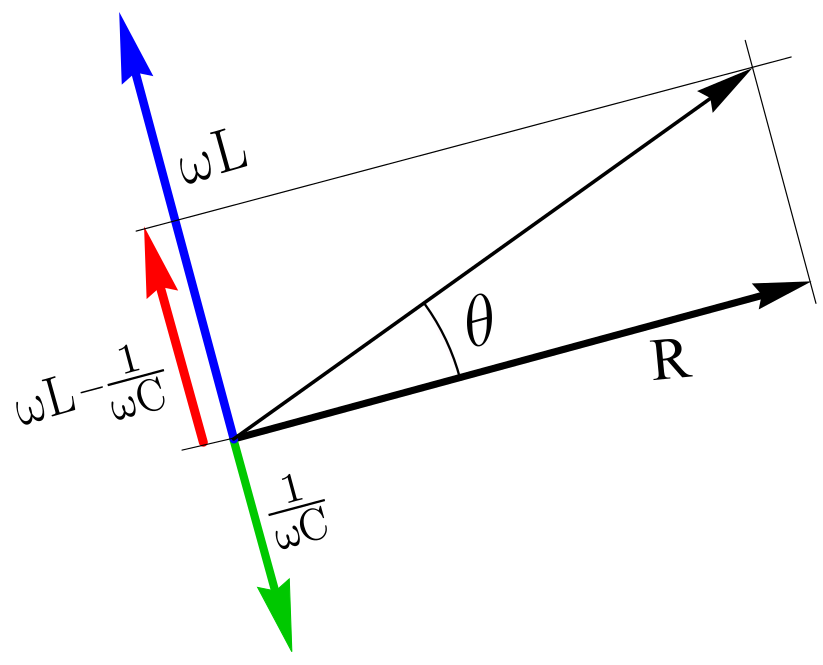
Visardiagram för tre seriekopplade impedanser med resistans, induktans och kapacitans. Visaren för R används som riktfas vilket innebär att fasen för den växelström som genomlöper R också är riktfas (R är i fas med strömmen)

För ögonblicksvärdena av en seriekoppling av tre komponenter med resistans, induktans respektive kapacitans gäller
{\displaystyle u=Ri+L{\frac {di}{dt}}+{\frac {1}{C}}\int {i\,dt}}
Motsvarande ekvation i komplex form:
{\displaystyle {\overline {U}}=\left(R+\mathrm {j} \omega L+{1 \over \mathrm {j} \omega C}\right){\overline {I}}=}
{\displaystyle =\left(R+\mathrm {j} (\omega L-{1 \over \omega C})\right){\overline {I}}}
Av visardiagrammet till höger framgår att den resulterande fasvridningen för de seriekopplade impedanserna är
{\displaystyle \theta =\arctan {\frac {\omega L-{\cfrac {1}{\omega C}}}{R}}}
vilket är samma värde som argumentet för den komplexa impedansen.

### Två parallellkopplade spolar
Två parallellkopplade spolar är anslutna till spänningen
{\displaystyle u=U{\sqrt {2}}\sin(\omega t+\beta )}
Bestäm den totala tillförda strömmen
{\displaystyle i=I{\sqrt {2}}\sin(\omega t+\alpha )}
Inför den komplexa spänningen och strömmen
{\displaystyle {\overline {U}}=U\cdot \mathrm {e} ^{\mathrm {j} (\omega t+\beta )}=U{\underline {/\beta }}\,}
{\displaystyle {\overline {I}}=I\cdot \mathrm {e} ^{\mathrm {j} (\omega t+\alpha )}=I{\underline {/\alpha }}}
Tillämpning av de vanliga likströmslagarna på kretsen till höger ger
{\displaystyle {\overline {I}}={\frac {\overline {U}}{R_{1}+\mathrm {j} \omega L_{1}}}+{\frac {\overline {U}}{R_{2}+\mathrm {j} \omega L_{2}}}={\overline {U}}\cdot {\frac {R_{1}+R_{2}+\mathrm {j} \omega (L_{1}+L_{2})}{(R_{1}+\mathrm {j} \omega L_{1})(R_{2}+\mathrm {j} \omega L_{2})}}}
vilket ger
{\displaystyle I=|{\overline {I}}|=U\cdot {\frac {\sqrt {(R_{1}+R_{2})^{2}+\omega ^{2}(L_{1}+L_{2})^{2}}}{{\sqrt {R_{1}^{2}+(\omega L_{1})^{2}}}{\sqrt {R_{2}^{2}+(\omega L_{2})^{2}}}}}}
och
{\displaystyle \alpha =\arg {\overline {I}}=\beta +\arctan {\frac {\omega (L_{1}+L_{2})}{R_{1}+R_{2}}}-\arctan {\frac {\omega L_{1}}{R_{1}}}-\arctan {\frac {\omega L_{2}}{R_{2}}}}

### En växelströmsbrygga
Högtalaren är tyst om
{\displaystyle {\frac {Z_{1}}{Z_{2}}}={\frac {Z_{3}}{Z_{4}}};\quad Z_{1},Z_{2},Z_{3},Z_{4}\quad {\text{komplexa impedanser}}}
Denna komplexa likhet motsvaras av två reella balansvillkor som båda måste vara uppfyllda
{\displaystyle {\frac {|Z_{1}|}{|Z_{2}|}}={\frac {|Z_{3}|}{|Z_{4}|}};\quad \arg Z_{1}-\arg Z_{2}=\arg Z_{3}-\arg Z_{4}\,}
eller
{\displaystyle \operatorname {Re} \left({\frac {Z_{1}}{Z_{2}}}\right)=\operatorname {Re} \left({\frac {Z_{3}}{Z_{4}}}\right);\quad \operatorname {Im} \left({\frac {Z_{1}}{Z_{2}}}\right)=\operatorname {Im} \left({\frac {Z_{3}}{Z_{4}}}\right)}

## Historik
{\displaystyle \ j\omega }-metoden går tillbaka till Arthur Edwin Kennelly (1861-1939), som 1893 presenterade ett arbete om "Impedance" vid det amerikanska ingenjörsinstitutet American Institute of Electrical Engineers, AIEE.